# 潘泾
潘泾是中国上海宝山区一條南北流向的河流，全长18.83公里。它北起新川沙河，流經罗泾、罗店、罗南、顾村，並與练祁河、马路河相交，最終南至荻泾。
1979年，為配合宝钢建设，當局對潘泾进行大规模裁直、拓宽、疏浚。1982年至1984年期間潘泾自罗店向北延伸至罗泾。